# G-Men Never Forget
G-Men Never Forget é um seriado estadunidense de 1948, gênero policial, dirigido por Fred C. Brannon e Yakima Canutt, em 12 capítulos, estrelado por Clayton Moore, Roy Barcroft e Ramsay Ames. Foi produzido e distribuído pela Republic Pictures, e veiculou nos cinemas estadunidenses a partir de 31 de janeiro de 1948. "G-Man" é uma abreviatura para Government Man, um termo estadunidense usado para agentes do FBI.
Em 1966, foi relançado como filme para televisão, sob o título Code 645, com 100 minutos de duração.

## Sinopse
O criminoso fugitivo Victor Murkland seqüestra o Comissário de polícia e, com o auxílio de cirurgia plástica, toma seu lugar. O agente federal O’Hara é chamado para tentar parar a onda de criminalidade iniciada por Murkland, sem saber que ele está fingindo ser o Comissário e está ciente de cada movimento de O’Hara.

## Elenco
- Clayton Moore … Agente Ted O'Hara
- Roy Barcroft … Victor Murkland/Comissário Angus Cameron
- Ramsay Ames … Frances Blake
- Drew Allen … Duke Graham
- Tom Steele … Parker
- Dale Van Sickel … Brent/Slocum
- Edmund Cobb … R.J. Cook
- Stanley Price … 'Doc' Benson
- Jack O'Shea … Slater

## Produção
G-Men Never Forget foi orçado em $151,061, porém seu custo fianl foi $151,554, e foi o mais caro seriado da Republic em 1948.
Foi filmado entre 16 de julho e 7 de agosto de 1947, e foi a produção nº 1698.

### Dublês
- Tom Steele … Agente Ted O'Hara/Vic Murkland/Comissário Angus Cameron/Duke Graham (dublando Clayton Moore, Drew Allen & Roy Barcroft)
- Dale Van Sickel  Agente Ted O'Hara/Duke Graham (dublando Clayton Moore & Drew Allen)
- David Sharpe
- John Daheim
- Duke Green
- Carey Loftin
- George Magrill
- Gil Perkins
- Ken Terrell
- Bud Wolfe

## Lançamento

### Cinema
A data oficial do lançamento de G-Men Never Forget é 31 de janeiro de 1948, porém essa é a data da disponibilização do 6º capítulo.

### Televisão
G-Men Never Forget foi um dos 26 seriados da Republic a serem relançados pela televisão como filmes em 1966, com o título mudado para Code 645, em uma versão editada com 100 minutos.

## Capítulos
1. Death Rides the Torrent (20min)
2. The Flaming Doll House/100,000 Volts (13min 20s)[10]
3. Code Six-Four-Five (13min 20s)
4. Shipyard Saboteurs (13min 20s)
5. The Dead Man Speaks (13min 20s)
6. Marked Money/Marked Evidence (13min 20s)[11]
7. Hot Cargo (13min 20s)
8. The Fatal Letter (13min 20s)
9. The Death Wind (13min 20s)
10. The Innocent Victim (13min 20s)
11. Counter-Plot (13min 20s)
12. Exposed (13min 20s)

Fonte: